# Боец. Лучший из лучших
«Боец. Лучший из лучших» (англ. Life After Fighting, дословно — «Жизнь после боя», «Жизнь после борьбы») — австралийский независимый фильм о боевых искусствах, вышедший в прокат в 2024 году. Является дебютной продюсерской, режиссёрской и сценарной работой мастера боевых искусств Брена Фостера, который при этом выступил в качестве исполнителя главной роли, постановщика боевых сцен и экшн-дизайнера, а также впервые в качестве соавтора текстов к песням для музыкального альбома к фильму. Основным производителем стала новосозданная компания Фостера — Spinning Plates. 
Созданный при минимальном производственном бюджете и выпущенный в прокат при минимальном маркетинговом бюджете без масштабной рекламной кампании, «Боец. Лучший из лучших» получил преимущественно положительную реакцию целевой аудитории (зрителей/покупателей/потребителей) и был положительно принят профессиональными критиками, которые назвали его и Фостера открытием жанра фильмов с боевыми искусствами. Будучи признанным многими изданиями лучшим фильмом 2024 года в этом жанре и одним из лучших представителей данного жанра в целом, он удостоился нескольких побед и номинаций от ряда кинопремий, в том числе победы в категории «Лучший бой» от премии Vulture Stunt Awards издания New York Magazine, получив её за постановку и исполнение Фостером почти 30-минутного кульминационного отрезка с разнообразными и безостановочными боевыми сценами, вызвавшего определённый ажиотаж в средствах массовой информации.

## Сюжет
Фильм обращает внимание на такую глобальную, но недостаточно освещаемую тему, как торговля детьми, и повествует об Алексе Фолкнере — бывшем чемпионе и ныне инструкторе по боевым единоборствам, который вынужден противостоять международной преступной группировке, похитившей двух учениц его спортивной школы. 

## В ролях
- Брен Фостер — Алекс
- Кэсси Хоуарт[исп.] — Саманта
- Люк Форд — Виктор
- Аннабель Стивенсон[англ.] — Джули
- Ариэль Фостер — Виолет
- Энтони Нассиф — Терри
- Майк Дункан — Милан
- Эдди Аррасола — Аррио
- Итан Браун[англ.] — Сэмюэл
- Маса Ямагути[англ.] — Итан
- Джейк Райан[англ.] — Уэйн
- Джей Фостер — Майкл
- Джимми Фостер — Джеймс
- Николас Хардинг — Джейсон
- Макензи Фёрман — Дженни
- Алия Найт — Лэйни
- Хасрет Тасару — похищенная девочка
- Разан Файтруни — похищенная девочка
- Оливия Гилхули — похищенная девочка
- Хакан Манав — Райан
- Джуди Каслс — бабушка Лэйни
- Дениз Чан — Меган
- Итан Бернардино — сын Меган
- Руби Бусуттил — официантка
- Глен Фаркер — полицейский под прикрытием
- Навар Ашо — боец с ножом

## Производство

### Съёмочный период
Съёмочный период проходил на протяжение более пяти месяцев в период со второй половины 2022 года по начало 2023 года в Сиднее, Австралия. Основной локацией стала школа боевых единоборств и фитнес-центр Брена Фостера — Elite Martial Arts & Fitness Centre. 
По собственному признанию Фостера, который с детства отличался крайне высокой скоростью ударов ногами и руками, все трюки и боевые сцены в фильме исполнялись им без использования дублёров, а скорость Фостера и его каскадёрской команды, выступившей в роли противников его персонажа, была в них настолько высокой, что ему пришлось неоднократно подтверждать в интервью, что ускорение кадров и компьютерная графика не применялись при монтаже и столь впечатляющих по скорости боевых сцен удалось добиться только благодаря целенаправленным и упорным многомесячным репетициям в его собственной школе единоборств с каскадёрской командой, состоявшей в основном из его давних и доверенных учеников и партнёров по тренировкам.
Более того, Фостер рассказал, что на самом деле во время съёмок он и его команда исполнили боевые сцены на 4% быстрее, чем видят зрители 126-минутной версии фильма, предназначенной для американского и международного проката. Максимальная скорость боевых сцен, которую удалось достичь актёрам, представлена лишь в оригинальной, то есть австралийской версии длительностью 120 минут. Причиной этому послужило то, что международная прокатная компания, подготавливая версию для США и других стран за пределами Австралии, в процессе конвертирования вынужденно понизила кадровую частоту до 24 кадров в секунду, что привело к увеличению продолжительности на 6 минут и замедлению всех сцен на 4% по сравнению с оригинальной, 120-минутной версией, снятой Фостером со стандартной частотой в 25 кадров в секунду.
Съёмочный процесс проходил настолько интенсивно и изматывающе, что одному из актёров, сыгравших противников героя Фостера, становилось плохо вплоть до появления тошноты, вынуждавшей его отлучаться в туалет между дублями, а сам Фостер дважды травмировался, сначала получив растяжение подколенного сухожилия, из-за которого пришлось приостанавливать съёмки на 2 недели, а затем повреждение бедра, восстановление которого заняло четыре недели.

### Монтажно-тонировочный период

#### Музыка
Альбом с инструментальными композициями и двумя песнями из фильма был выпущен в продажу на цифровых площадках 3 ноября 2024 года компанией Broken Yellow. Автором большинства материала, представленного на нём, выступил композитор Джейсон Фернандес, который дважды, в 2018 и 2019 годах, был номинирован на премию «Эмми» за работу в анимационном телесериале «Бит Багс» в качестве музыкального редактора. Также в записи некоторого материала (одной песни и двух инструментальных композиций) принял участие композитор Ричард Тампленицца. Брен Фостер, создатель фильма и исполнитель главной роли, выступил соавтором текста ко всем двум песням — заглавной The Last Dance совместно с её исполнителем Фабьеном Дарси, а также Bleed Your Soul в исполнении Люка Бонича, текст к которой Фостер написал совместно с Фернандесом.
| №   | Название                 | Текст песни                    | Музыка                                | Исполнитель  | Длительность |
| --- | ------------------------ | ------------------------------ | ------------------------------------- | ------------ | ------------ |
| 1.  | «The Last Dance»         | Брен Фостер, Фабьен Дарси      | Ричард Тампленицца                    | Фабьен Дарси | 4:09         |
| 2.  | «Teaching Classes»       |                                | Джейсон Фернандес                     |              | 1:46         |
| 3.  | «Bleed Your Soul»        | Брен Фостер, Джейсон Фернандес | Джейсон Фернандес                     | Люк Бонич    | 3:52         |
| 4.  | «Wandering the Compound» |                                | Джейсон Фернандес                     |              | 1:39         |
| 5.  | «Breakthrough»           |                                | Ричард Тампленицца                    |              | 0:41         |
| 6.  | «Girls Taken»            |                                | Джейсон Фернандес                     |              | 0:34         |
| 7.  | «Gang Arrives»           |                                | Джейсон Фернандес                     |              | 5:21         |
| 8.  | «Fight Part 1»           |                                | Джейсон Фернандес                     |              | 2:13         |
| 9.  | «Girls Missing»          |                                | Джейсон Фернандес, Ричард Тампленицца |              | 2:09         |
| 10. | «Finding the Girls»      |                                | Джейсон Фернандес                     |              | 5:52         |
| 11. | «Fight Part 2»           |                                | Джейсон Фернандес                     |              | 1:34         |
| 12. | «Jenny Dies»             |                                | Джейсон Фернандес                     |              | 1:39         |
| 13. | «Fight Part 4»           |                                | Джейсон Фернандес                     |              | 1:49         |
| 14. | «Get Up»                 |                                | Джейсон Фернандес                     |              | 3:45         |
| 15. | «Redsleeves»             |                                | Джейсон Фернандес                     |              | 5:00         |
| 16. | «You Must Be Good»       |                                | Джейсон Фернандес                     |              | 5:28         |
| 17. | «Welcome Home»           |                                | Джейсон Фернандес                     |              | 2:40         |

## Прокат
7 июня 2024 года благодаря компании Vertical фильм стал доступен в США для ряда кинотеатральных показов и поступил в продажу на цифровых площадках с ограниченными изданиями на физических носителях (4K Ultra HD Blu-ray). Выход в прокат России был организован компанией «Экспонента» и состоялся 25 ноября того же года только на цифровых площадках.

## Реакция

### Отзывы и оценки
Фильм получил положительные отзывы и оценки подавляющей части целевой аудитории (зрителей/покупателей/потребителей), а также снискал положительную реакцию профессиональных критиков как среди киносайтов общей направленности, так и среди изданий, специализирующихся конкретно на боевых искусствах и фильмах-боевиках. В частности, на сайте-агрегаторе Rotten Tomatoes общий рейтинг ленты среди всех его пользователей составляет 73 % с оценкой 4,1 балла из 5 на основе свыше 250 мнений, при этом все имеющиеся на нём рецензии профессиональных критиков (6 рецензий) являются положительными. На сайте Internet Movie Database, международной свободно редактируемой базе данных о кино, общая оценка зрителей составляет 6,4 балла из 10 при 2,1 тыс. голосов. На портале «Кинопоиск», русскоязычной свободно редактируемой базе данных о кино, общая зрительская оценка составляет 7,1 балла из 10 при 29,3 тыс. голосов.
Представитель жюри каскадёрской кинопремии Vulture Stunt Awards от издания New York Magazine, на которой фильм и Брен Фостер были удостоены 4 номинаций и одной победы в них («Лучший бой» за финальный 30-минутный отрезок с боевыми сценами), отметил, что «Боец. Лучший из лучших» — это тот тип фильма с боевыми искусствами, который незамедлительно и вполне заслуженно становится легендарным у поклонников жанра. Также представители премии назвали его одним из лучших за годы в этом жанре, а Фостер был ими не только назван иконой боевых искусств, но и упомянут в контексте присуждения премии «Оскар»:
«Зрители премии „Оскар“ часто шутят на тему того, что „Оскары“ присуждаются тем, кто делает БОЛЬШЕ, а не ЛУЧШЕ [то есть по принципу количества, а не качества]. Один из них мог бы склониться к мнению, что здесь Фостер имел превосходство [как по критерию „больше“, так и по критерию „лучше“], ведь он задействован не в одной, а сразу во множестве боевых сцен, протягивающихся через весь финальный акт».
Брэд Карран, обозреватель и интервьюер изданий Screen Rant, CBR и ComicBook, в рецензии для собственного издания Kung-fu Kingdom поставил фильму оценку 10 из 10, подытожив её словами:

Выберите наугад любые почитаемые серии фильмов с боевыми искусствами — будь то «Неоспоримый», «Никогда не сдавайся», «Ип Ман», «Рейд» [является дилогией (1, 2)] или «Джон Уик» — и «Боец. Лучший из лучших» заслуженно встанет в один ряд с ними, представляя собой безграничный генератор экшн-сцен с захватывающей историей о решительности, мудрости и героизме впридачу. 
«Боец. Лучший из лучших» — это, без сомнения, лучший фильм с боевыми искусствами в 2024 году на данный момент. Его финальный отрезок сам по себе является абсолютным шедевром создания кино с боевыми искусствами, и если он станет тем направлением, которому Фостер будет следовать в будущем как кинематографист и звезда боевых искусств, то это — то самое приключение, к которому зрителям порекомендовалось бы пристегнуться!

Мэттью Пейкович, состоящий в Ассоциации кинокритиков Австралии, профсоюзе журналистов Австралии и числе верифицированных критиков Rotten Tomatoes, в своей крайне положительной рецензии поставил фильму твёрдые 4 балла из 5 и заявил, что он «оставляет многие крупнобюджетные боевики валяться в пыли». Рецензию критик завершил словами:

«Боец. Лучший из лучших» — это в первую очередь боевик, и боевые сцены, которые выдал Фостер со своей командой, являются одними из лучших в новейшей истории боевиков: хруст костей, причинение травм шеи, жестокие и зрелищные демонстрации скорости и мощи. 
Подобно фильмам «Рейд» и «Онг Бак» до него, «Боец. Лучший из лучших» знаменует собой революцию в создании кино с боевыми искусствами, вместе с тем представляя новую звезду боевых искусств в лице Фостера, который несомненно выдаст больше сногсшибательных фильмов, если «Боец. Лучший из лучших» послужит для него ориентиром.

Издание Gazettely составило самую объёмную рецензию, в которой поставило ленте 9 баллов из 10 и удостоило её подзаголовка «Совершенство независимого боевика» (англ. Indie Action Excellence), подытожив рецензию словами:
«Режиссёрский дебют Брена Фостера „Боец. Лучший из лучших“ — это триумф независимого кино с боевыми искусствами. При скудном бюджете Фостер поставил динамичные боевые сцены, убедительную драму и блестящее исполнение. Вы можете почувствовать его страсть к ремеслу [киноремеслу] в каждой тщательно поставленной сцене».
Издание The New York Times положительно охарактеризовало фильм следующими словами: «Намеренно перегруженная завязка фильма соответствует интенсивности её финальных 30 минут, в которых Алекс защищает свою школу, Саманту и детей, освобождаемых им от непрерывного потока злодеев. Мастерство боевых искусств, которое Алекс использует, чтобы снести каждого бойца, представляет собой особую смесь завораживающей хореографии и мускулистой жестокости, которая полностью поражает зрителя».
Издание Yahoo! News назвало ленту «125-минутной магией экшн-кино» и выделило Фостера почётным заголовком «Родился новый экшн-герой, и имя ему — Брен Фостер» (англ. A new action hero is born, and his name is Bren Foster). Action Reloaded и вовсе заявило, что «Боец. Лучший из лучших» является лучшим фильмом с боевыми искусствами за десятилетия, а In Review Online назвало его мечтой поклонников жанра «экшн». Роб Хантер, критик Film School Rejects и SlashFilm, входящий в число верифицированных критиков Rotten Tomatoes, в своей рецензии удостоил фильм заголовка «„Боец. Лучший из лучших“ проводит мастер-класс для DTV-боевиков» (англ. ‘Life After Fighting’ Delivers a Masterclass in DTV Action Cinema) и выразил недовольство тем, что его выпустили с расчётом на систему «видео по запросу», обделив заслуженным кинотеатральным прокатом, несмотря на то, что фильм, по мнению критика, достоин звания лучшего боевика 2024 года. Издание City on Fire отметило, что интенсивность финального акта фильма не уступает интенсивности боевых сцен из первой ленты дилогии «Рейд» и ленты «Онг Бак 2: Непревзойдённый» (2008). Martial Arts Action Cinema признало, что в своём малобюджетном фильме Фостер создал настолько захватывающие боевые сцены, что они способны откровенно посрамить гораздо более крупные по бюджету боевики 2024 года, в частности «Дом у дороги» с бывшим чемпионом лиги UFC Конором Макгрегором в роли главного антагониста. Это же издание так же добавило, что, несмотря на отсутствие той воспетости и растиражированности, которую имеют Жан-Клод Ван Дамм и Скотт Эдкинс, Фостер обладает несомненным талантом, выражающемся не только в физических навыках и внешних данных, но и в актёрских способностях. MovieWeb от медиакомпании Valnet внесло ленту в список 10 боевиков, которые были незаслуженно обделены должным вниманием в 2024 году, несмотря на то, что как минимум не уступают, а порой и вовсе превосходят проекты, имеющие гораздо более крупный бюджет на производство и рекламу. Боевые сцены в ленте издание назвало феноменальными и исключительными, при этом отметив, что, несмотря на клишированность и предсказуемость сюжета, фильм обладает солидным повествованием, придерживаясь достойных восхищения морально-нравственных ценностей о важности защиты и поддержки окружающих, а также представляя в качестве главного героя настолько надёжного человека, что им сложно не очароваться и каждый хотел бы видеть его в числе своих друзей.
Российское издание «Афиша» назвало фильм «самым, вероятно, лютым» боевиком 2024 года, в котором Брен Фостер «не знает себе равных» в плане создания и исполнения боевых сцен: «Бои в картине поставлены с таким акробатическим азартом, а сняты и смонтированы настолько лихо, что кажется, будто сам очутился внутри страшного замеса. Подобное кино легко могло выйти в девяностые, но тогда бы оно шло полтора часа, а фильм Фостера идёт два. Этот внушительный хронометраж нужен режиссёру, чтобы чуть более основательно, чем принято в жанре, показать быт главного героя, его роман с матерью одного из своих учеников, а также чтобы устроить в финальные тридцать минут практически непрекращающееся мочилово — так делают лучшие».

### Награды и номинации
| Год  | Премия                             | Категория                                           | Номинант(ы) | Результат |
| ---- | ---------------------------------- | --------------------------------------------------- | --- | --------- |
| 2024 | Big Bad Film Fest                  | «Лучший режиссёр»                                   | Брен Фостер | Победа    |
| 2024 | Big Bad Film Fest                  | «Лучший трюк»                                       | «Бандит, выброшенный через стеклянное ограждение» (получатели — Брен Фостер и его каскадёрская команда)                        | Номинация |
| 2024 | Big Bad Film Fest                  | «Лучший бой»                                        | «Алекс против бандита с красными рукавами» (получатели — Брен Фостер и его каскадёрская команда)                               | Номинация |
| 2024 | AFIN International Film Festival   | «Лучшие визуальные эффекты»                         | «Боец. Лучший из лучших» | Номинация |
| 2024 | WorldFilmGeek Awards               | «Лучшие действия и трюки»                           | Брен Фостер | Победа    |
| 2024 | WorldFilmGeek Awards               | «Лучший новый режиссёр»                             | Брен Фостер | Номинация |
| 2024 | WorldFilmGeek Awards               | «Лучшая главная роль»                               | Брен Фостер | Номинация |
| 2024 | WorldFilmGeek Awards               | «Лучший боевик»                                     | «Боец. Лучший из лучших» (получатель — Брен Фостер как продюсер, режиссёр, сценарист, постановщик боевых сцен и экшн-дизайнер) | Победа    |
| 2024 | WorldFilmGeek Awards               | «Лучший фильм в целом»                              | «Боец. Лучший из лучших» (получатель — Брен Фостер как продюсер, режиссёр, сценарист, постановщик боевых сцен и экшн-дизайнер) | Номинация |
| 2024 | Ассоциация киножурналистов Индианы | «Лучшая постановка трюков / движений»               | «Боец. Лучший из лучших» (получатели — Брен Фостер и его каскадёрская команда)                                                 | Номинация |
| 2025 | Vulture Stunt Awards               | «Лучший трюк в боевике»                             | «Брен Фостер против всех» (получатели — Брен Фостер и его каскадёрская команда)                                                | Номинация |
| 2025 | Vulture Stunt Awards               | «Лучший бой»                                        | «Брен Фостер против всех» (получатели — Брен Фостер и его каскадёрская команда)                                                | Победа    |
| 2025 | Vulture Stunt Awards               | «Лучший боевик в целом» (в плане постановки трюков) | «Боец. Лучший из лучших» (получатели — Брен Фостер и его каскадёрская команда)                                                 | Номинация |
| 2025 | Vulture Stunt Awards               | «Лучшее достижение в области трюков в целом»        | Брен Фостер | Номинация |

## Разработка продолжения
В июне 2024 года после выхода первого фильма в прокат Брен Фостер сообщил в интервью YouTube-каналу Action Reloaded о желании продолжить историю Алекса Фолкнера и выразил уверенность в том, что второй фильм состоится. В январе 2025 года на своей странице в X (Twitter) он написал, что приступит к разработке продолжения, как только завершит работу над несколькими другими проектами (в их числе — спортивные боевики «Зверь во мне» и «Фермер»).